# Louis Courot
Louis Courot est un homme politique français né le 29 juin 1873 à Auzécourt dans la Meuse et décédé le 15 mai 1958 dans son village natal.

## Biographie
Issu d'une vieille famille meusienne d'agriculteurs, dont Célestin Courot qui s'installe à la ferme de Vieux-Monthier à Auzécourt, radical, il fait de nombreux travaux pour sa ferme qui atteint les 85 hectares en 1895. Louis Courot reprend l'exploitation agricole en l'agrandissant encore pour atteindre 300 ha en 1935. Il organise l'entreprise en SARL et développe la fromagerie fondée par son père. Il préside le Crédit agricole de la Meuse et en 1936, le Comité départemental des céréales. 
Il s'intéresse à la politique dès 1910 en devenant conseiller municipal d'Auzécourt. Il en devient maire en 1919 et conseiller général du canton de Vaubecourt en 1926 puis réélu en 1928 et 1934 sous la dénomination de « républicain de gauche ». 
Il entre au Sénat à la faveur d'une élection partielle en 1935, après la mort de Pol Chevalier, et s'inscrit au groupe de l'Union républicaine, affilié à l'Alliance démocratique. Son entrée à la Chambre haute fait que l'ensemble des sénateur de la Meuse sont des agriculteurs appartenant à des organisations agricoles et tous républicains modérés.  Il appartient à la Commission des travaux publics et à celle des pétitions dont il devient secrétaire. Il est chargé de rapporter le projet de loi adopté par la Chambre ayant pour objet de déclasser le chemin de fer d'intérêt général de Treignac à Bugeat (1936). Il ne se manifeste pas à la tribune de la Chambre-haute.
Le 10 juillet 1940, il vote en faveur des pleins pouvoirs au Maréchal Pétain. Il abandonne ensuite toutes ses fonctions politiques et se retire dans sa ferme de Vieux-Monthier, mais devient conseiller département en 1943. Il est déclaré inéligible pour ce poste ainsi que son vote en 1940.
Son fils, Léon Courot, reprend la mairie en 1945 et le canton d'Auzécourt jusqu'en 1979.

## Sources
- « Louis Courot », dans le Dictionnaire des parlementaires français (1889-1940), sous la direction de Jean Jolly, PUF, 1960 [détail de l’édition]
- Dir. Jean El Gammal, François Roth et Jean-Claude Delbreil, Dictionnaire des Parlementaires lorrains de la Troisième République, Metz, Serpenoise, 2006 (ISBN 2-87692-620-2, OCLC 85885906, lire en ligne), p. 208